# Рукопис «Канону лікарської науки»

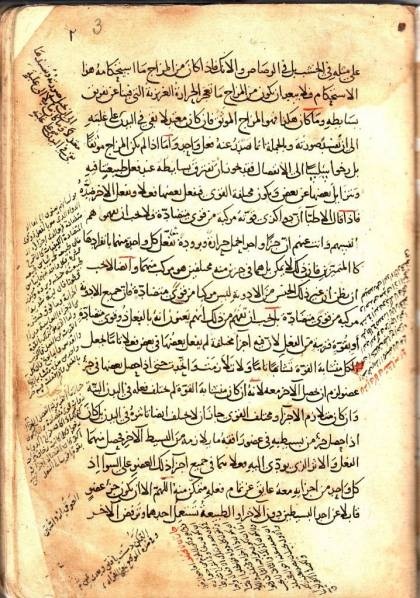
Сторінка з рукопису

Рукопис «Канону лікарської науки» знаменитого перського вченого і лікаря Ібн Сіни був переписаний у 537 році хіджри (1142 або 1143 рік) в Багдаді старим насхом, тільки через 104 роки після смерті автора. Є відомою працею в галузі фармакології і медицини. Зберігається в Інституті рукописів Національної Академії Наук Азербайджану в Баку. Це найстаріший рукопис «Канону» в Азербайджані і один з найстаріших у світі. Написаний рукопис на товстому білому папері чорнилом чорного кольору. Заголовки написані червоним чорнилом.

## Зміст
Цей рукопис є рукописом другої книжки «Канону» і присвячений головним чином фармакології. Робота містить фармацевтичні описи сотень натуральних ліків: рослин, мінералів і речовин тваринного походження. Вона містить роз'яснення дій лікарських рослин та виготовлення ліків. В кінці книги даються деякі назви ліків, узяті з грецької та інших мов, а також зазначені міри ваги, що вживалися в XII столітті.

## Історія рукопису
Рукопис дуже добре зберігся. Починаючи з XIX століття він дбайливо передавався з покоління в покоління в родині азербайджанського медика Гаібова. Так, після того, як рукопис був переписаний у 1142/3 році в Багдаді, він потрапив у Ісфахан. Відомий азербайджанський лікар XIX століття Мірза Мамедгулу Гаібов, коли навчався в Ісфахані, придбав там цю книгу і привіз її в Тебріз, і звідти в Шуші. М. М. Гаібов був хакимбаши (головний лікар) Хуршидбану Натаван - відомої азербайджанської поетеси XIX століття. Згодом книга дісталася онукові М. М. Гаібова — Р. Гаібову, який був лікарем і працював у місті Шуші до 80-х років. У тридцяті роки, коли переслідувалися будь-які прояви старої, «нереволюційної» культури — Р. Гаібов був змушений ховати цю книгу і багато інших рукописних праць. Лише в 50-ті роки Р. Гаібов передав їх у республіканський фонд. Так, у 1956 році рукопис був придбаний Республіканським фондом Академії наук Азербайджанської РСР. Разом з ним було придбано і рукопис «Канону», переписаний у 1259 році, який також зберігався в родині Гаібова.

## Значення рукопису
Другий том «Канону лікарської науки» був перекладений узбецькою і російською мовами в основному з даного Бакинського рукопису (Ташкент, 1980-1982 роки). З цього манускрипту перекладаються[коли?] IV і V книги «Канону».
У 2005 році цей рукопис поряд з іншими середньовічними рукописами, що зберігаються в Інституті рукописів в Баку, було включено від Азербайджану до реєстру всесвітньої документальної спадщини «Пам'яті світу» ЮНЕСКО.